# Штадлер (футбольный клуб)
ФК «Штадлер» (венг. Stadler FC ) — бывший венгерский футбольный клуб из посёлка Акасто. Основан в 1993 году.

## История
ФК «Кишкёрёш»
- 1910: ФК «Кишкёрёш» (Кишкёрёш)
- 1947: ФК «Кишкёрёш Петефе Спартак»
- 1993: ФК «Кишкёрёш-Штадлер»

ФК «Акасто»
- 1922: ФК «Акасто» (Акасто)

Основан в 1993 году в результате слияния двух футбольных клубов «Кишкёрёш» (также назывался «Спартакус»; играл во второй лиге) и ФК «Акасто» (где был заложен главный офис клуба), клуб финансировал предприниматель Йожефом Штадлером, также построивший в Акасто стадион.
В первый же год клуб выиграл вторую лигу. В сезоне-1994/95 клуб закончил девятым в чемпионате Венгрии (повторив результат в следующем сезоне) и достиг четвертьфинала Кубка. В сезоне 1996/97 занял 16-е место, отстояв место в высшем дивизионе в стыковых матчах, по итогам сезона-1997/98 занял последнее 18-е место и покинул высшую лигу.
В 1998 клуб был расформирован.

## Известные игроки
- Драгонер Аттила
- Ниченко Игорь
- Решко Мирослав
- Линников Валерий
- Елисеев Александр
- Еремеев Вячеслав